# Korseka

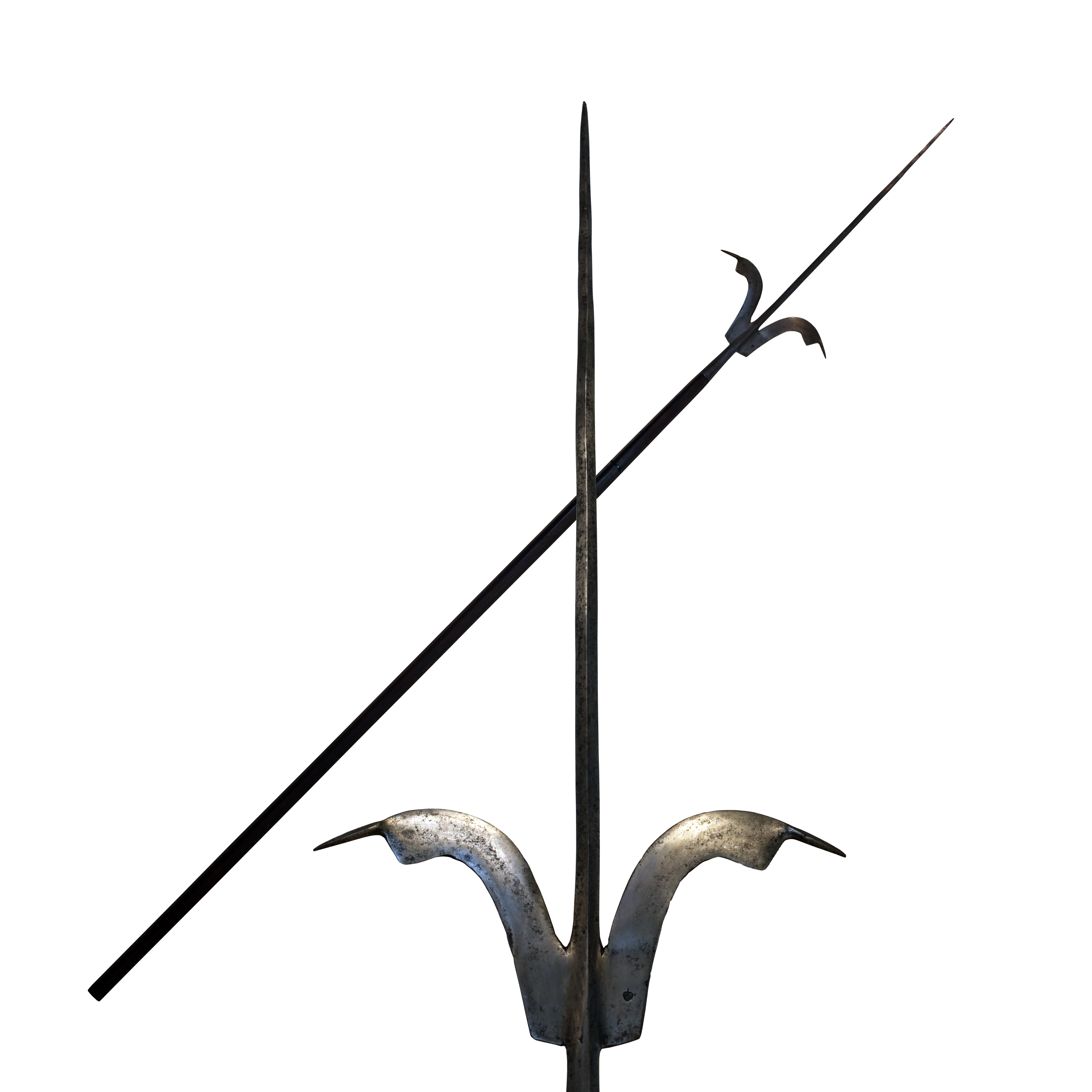
Korseka – broń i jej żeleźce

Korseka (z fr. corsèque; wł. corsesca) – rodzaj pochodzącej z Korsyki broni drzewcowej o trójdzielnym żeleźcu z długim, iglastym grotem środkowym i dwoma bocznymi, wygiętymi półokrągło ku dołowi, szerokimi oraz lekko spłaszczonymi kolcami o wachlarzowatym kształcie.
Blisko spokrewniona ze spisą friulską (choć różniła się od niej ozdobnie wykrojonymi krawędziami żeleźca), używana była w XVI–XVIII wieku w Europie Zachodniej, przede wszystkim we Włoszech. Istniała też nieco inna odmiana tej broni, tzw. korseka palmata, której boczne kolce nie były wygięte i sterczały na boki skierowane lekko ku górze.